# Nauris Petkevičius
Nauris Petkevičius (Kaunas, 19 febbraio 2000) è un calciatore lituano, attaccante del Sūduva.

## Carriera

### Club
Cresciuto nel settore giovanile dello Stumbras, ha esordito in prima squadra il 6 giugno 2016, disputando l'incontro di Coppa di Lituania vinto per 0-2 contro il Panevėžys. Dopo due stagioni trascorse allo Stumbras, in cui ha totalizzato 17 presenze tra campionato e coppa, nel 2017 si è trasferito al Lilla, dove è stato aggregato alla squadra riserve. Non venendo impiegato nell'arco di tre anni, nel settembre 2020 ritorna in patria, quando firma un contratto con l'Hegelmann Litauen, in seconda divisione, con cui al termine della stagione ottiene la promozione in massima serie. Nella stagione 2021, colleziona 33 presenze e 16 reti in campionato, che gli permettono di arrivare al secondo posto tra i capocannonieri del campionato, a pari merito con Saïd Hamulić. Il 20 dicembre 2021 viene acquistato dai belgi del Charleroi, firmando un contratto biennale con opzione di rinnovo per altri due anni.

### Nazionale
Ha rappresentato le nazionali giovanili lituane Under-19 ed Under-21.
Il 4 giugno 2022 ha esordito con la nazionale maggiore giocando l'incontro perso per 0-2 contro il Lussemburgo, valido per la UEFA Nations League 2022-2023.

## Statistiche

### Presenze e reti nei club
Statistiche aggiornate al 5 giugno 2022.
| Stagione                 | Squadra                  | Campionato               | Campionato | Campionato | Coppe nazionali | Coppe nazionali | Coppe nazionali | Coppe continentali | Coppe continentali | Coppe continentali | Altre coppe | Altre coppe | Altre coppe | Totale | Totale |
| Stagione                 | Squadra                  | Comp                     | Pres       | Reti       | Comp            | Pres            | Reti            | Comp               | Pres               | Reti               | Comp        | Pres        | Reti        | Pres   | Reti   |
| ------------------------ | ------------------------ | ------------------------ | ---------- | ---------- | --------------- | --------------- | --------------- | ------------------ | ------------------ | ------------------ | ----------- | ----------- | ----------- | ------ | ------ |
| 2016                     | Stumbras                 | A                        | 11         | 0          | CL              | 3               | 0               |                    | -                  | -                  |             | -           | -           | 14     | 0      |
| gen.-lug. 2017           | Stumbras                 | A                        | 2          | 0          | CL              | 1               | 0               |                    | -                  | -                  |             | -           | -           | 3      | 0      |
| Totale Stumbras          | Totale Stumbras          | Totale Stumbras          | 13         | 0          |                 | 4               | 0               |                    | -                  | -                  |             | -           | -           | 17     | 0      |
| 2017-2018                | Lilla 2                  | N3                       | 0          | 0          |                 | -               | -               |                    | -                  | -                  |             | -           | -           | 3      | 0      |
| 2018-2019                | Lilla 2                  | N3                       | 0          | 0          |                 | -               | -               |                    | -                  | -                  |             | -           | -           | 0      | 0      |
| 2019-2020                | Lilla 2                  | N3                       | 0          | 0          |                 | -               | -               |                    | -                  | -                  |             | -           | -           | 0      | 0      |
| Totale Lilla 2           | Totale Lilla 2           | Totale Lilla 2           | 0          | 0          |                 | -               | -               |                    | -                  | -                  |             | -           | -           | 0      | 0      |
| set.-dic. 2020           | Hegelmann Litauen        | 1L                       | 8          | 1          | CL              | -               | -               |                    | -                  | -                  |             | -           | -           | 8      | 1      |
| 2021                     | Hegelmann Litauen        | A                        | 33         | 16         | CL              | 3               | 2               |                    | -                  | -                  |             | -           | -           | 36     | 18     |
| Totale Hegelmann Litauen | Totale Hegelmann Litauen | Totale Hegelmann Litauen | 41         | 17         |                 | 3               | 2               |                    | -                  | -                  |             | -           | -           | 44     | 19     |
| gen.-giu. 2022           | Charleroi                | D1                       | 4          | 0          | CB              | -               | -               |                    | -                  | -                  |             | -           | -           | 4      | 0      |
| Totale carriera          | Totale carriera          | Totale carriera          | 58         | 17         |                 | 7               | 2               |                    | -                  | -                  |             | -           | -           | 65     | 19     |

### Cronologia presenze e reti in nazionale
| Cronologia completa delle presenze e delle reti in nazionale ― Lituania | Cronologia completa delle presenze e delle reti in nazionale ― Lituania | Cronologia completa delle presenze e delle reti in nazionale ― Lituania | Cronologia completa delle presenze e delle reti in nazionale ― Lituania | Cronologia completa delle presenze e delle reti in nazionale ― Lituania | Cronologia completa delle presenze e delle reti in nazionale ― Lituania | Cronologia completa delle presenze e delle reti in nazionale ― Lituania | Cronologia completa delle presenze e delle reti in nazionale ― Lituania |
| Data                                                                    | Città                                                                   | In casa                                                                 | Risultato                                                               | Ospiti                                                                  | Competizione                                                            | Reti                                                                    | Note                                                                    |
| ----------------------------------------------------------------------- | ----------------------------------------------------------------------- | ----------------------------------------------------------------------- | ----------------------------------------------------------------------- | ----------------------------------------------------------------------- | ----------------------------------------------------------------------- | ----------------------------------------------------------------------- | ----------------------------------------------------------------------- |
| 4-6-2022                                                                | Vilnius                                                                 | Lituania                                                                | 0 – 2                                                                   | Lussemburgo                                                             | UEFA Nations League 2022-2023 - 1º turno                                | -                                                                       | 63’ 81’                                                                 |
| 7-6-2022                                                                | Vilnius                                                                 | Lituania                                                                | 0 – 6                                                                   | Turchia                                                                 | UEFA Nations League 2022-2023 - 1º turno                                | -                                                                       | 64’                                                                     |
| Totale                                                                  |                                                                         | Presenze                                                                | 2                                                                       |                                                                         | Reti                                                                    | 0                                                                       |                                                                         |

## Palmarès

### Club

#### Competizioni nazionali
- Supercoppa di Lituania: 1

Žalgiris: 2023